# Erzbistum Clermont
Das Erzbistum Clermont (lat.: Archidioecesis Claromontana) ist eine am 16. Dezember 2002 zum Erzbistum erhobene Diözese der römisch-katholischen Kirche in Frankreich, dessen Gebiet sich über das Département Puy-de-Dôme erstreckt. Der Bischofssitz befindet sich in der Stadt Clermont-Ferrand.

## Geschichte
Seit dem 4. Jahrhundert gibt es in Clermont Bischöfe. Als erster Bischof gilt der Heilige Stremonius. Bekannt ist der spätantike Bischof Sidonius Apollinaris, dessen erhaltene Schriften einen guten Einblick in die Verhältnisse Galliens geben.
1095 fand die Synode von Clermont unter Papst Urban II. statt. Auf der letzten Versammlung dieser Synode, am 28. November, rief Urban vor 13 Erzbischöfen, 315 Bischöfen, und Äbten und einer großen Menge von Adligen und einfachen Leuten zum ersten Kreuzzug auf. 1248 wurde mit dem Bau der Kathedrale Notre-Dame-de-l’Assomption (Mariä Himmelfahrt) begonnen. 1317 wurde die Diözese Saint-Flour vom Bistum abgespalten. 1630 entschied König Ludwig XIII. im „Edikt von Troyes“ (Erstes Vereinigungsedikt) den Zusammenschluss von Clairmont (damalige Schreibweise) mit Montferrand, der 1731 von Ludwig XV. (Zweites Vereinigungsedikt) bestätigt wurde. Durch das Konkordat von 1801 wurde das Bistum Le Puy aufgelöst und sein Gebiet dem Bistum Clermont zugeschlagen, 1822 aber wieder errichtet. Am 16. Dezember 2002 wurde Clermont zur Erzdiözese und zum Metropolitansitz erhoben, indem es aus seiner Suffraganstellung unter dem Erzbistum Bourges entlassen wurde.
Aktueller Bischof ist seit seiner Ernennung 2016 François Kalist.
Gliederung der Kirchenprovinz Clermont seit 2002:
- Erzbistum Clermont

1. Bistum Le Puy-en-Velay
2. Bistum Moulins
3. Bistum Saint-Flour

|  |  |